# Curtis Mayfield
Curtis Mayfield blev født den 3. juni 1942 i Chicago og døde den 26. december 1999 i Roswell, Georgia, USA. I slutningen af 50'erne startede han sammen med Jerry Butler The Impressions, der op igennem 60'erne var en af de mest succesfulde soulgrupper med en lang række af hits. Efter at Butler forlod gruppen, fik Mayfield det fulde ansvar i gruppen, hvilket både kunne høres musikalsk og på teksterne, der mere og mere fik et strejf af black pride over sig. 
Efter at have været manden bag næsten tyve Top 40 hits var det naturligt, at Curtis Mayfield ønskede at forsøge sig som solokunstner. Som solokunstner bevægede Mayfield sig mere i retning af funk'en, hvilket nåede et kunstnerisk højdepunkt, da han i 1972 stod bag soundtracket til Blaxploitation-filmen 'Superfly', der udover titelnummeret indeholdt numrene 'Pusherman' og 'Freddie's Dead'.
Selvom Curtis Mayfield med bl.a. 'Kung Fu' og 'So In Love' opnåede et par gedigne hits i 70'erne, havde han svært ved at holde fast i sin popularitet. De beskedne salgstal fortsatte i 80'erne, hvor han udgav en række albums, der dog savnede dybderne fra tidligere tider.
I 1990 blev Curtis Mayfield ramt af en lampe under en koncert i Brooklyn. Det lammede sangeren fra halsen og ned, og han var bundet til en kørestol til han døde i 1999.
Efter at hiphop- og soul-musikken har fået kommerciel gennemslagskraft de seneste år har Curtis Mayfield fået en del af den opmærksomhed, som han ikke helt fik som fortjent i starten af 70'erne. Hiphoppen har hyppig samplet Mayfield, og hans fortællinger fra en underpriviligeret afro-amerikansk virkelighed har gjort ham til en naturlig rollemodel for mange rappere.

## Diskografi

### Studiealbum
- Curtis (1970)
- Roots (1971)
- Back to the World (1973)
- Got to Find a Way (1974)
- Sweet Exorcist (1974)
- There's No Place Like America Today (1975)
- Give, Get, Take and Have (1976)
- Sparkle (Aretha Franklin album) (1976)
- Never Say You Can't Survive (1977)
- Do It All Night (1978)
- Heartbeat (1979)
- Something to Believe In (1980)
- The Right Combination (with Linda Clifford) (1980)
- Love is the Place (1982)
- Honesty (1983)
- We Come in Peace with a Message of Love (1985)
- Take It to the Streets (1990)
- New World Order (1997)

### Soundtracksalbum
- Super Fly (1972)
- Claudine (1974)
- Let's Do It Again (1975)
- Sparkle (1976)
- Claudine (med Gladys Knight & the Pips) (1977)
- Short Eyes (1977)
- The Return of Superfly (1990)

### Livealbum
- Curtis/Live! (1971)
- Curtis in Chicago (1973)
- Live in Europe (1988)
- Live at Ronnie Scott's (1988)

### Opsamlingsalbum
- The Anthology 1961-1977 (1992)
- People Get Ready: The Curtis Mayfield Story (1996)
- Get Down to the Funky Groove (1996) [Charly][2]
- The Very Best of Curtis Mayfield (1997) R&B #91
- Beautiful Brother. The Essential Curtis Mayfield (2000)
- Soul Legacy (2001)
- Greatest Hits (2006)

### Singler
- (Don't Worry) If There's a Hell Below, We're All Going to Go (1970)
- Move On Up (1971)
- Get Down (1971)
- Beautiful Brother of Mine (1972)
- We Got to Have Peace (1972)
- Freddie's Dead (1972)
- Superfly (1972)
- Future Shock (1973)
- We Got to Have Peace (1973)
- Can't Say Nothin' (1973)
- Mother's Son (1974)
- Sweet Exorcist (1974)
- Kung Fu (1974)
- So in Love (1975)
- Only You Babe (1976)